# ラヨシュ1世のナポリ遠征
ラヨシュ1世のナポリ遠征、あるいはナポリへの冒険（洪語：Nápolyi kaland）は、ハンガリー国王ラヨシュ1世率いる軍勢がナポリ王国との間で1347年から1352年にかけて行った戦争である。

## 開戦までの経緯
1343年にナポリ王国のロベルト賢明王が死去した。唯一の息子であったカラブリア公カルロは1328年に死去しており、またカルロの子で生き残っていたのは2人の娘のみで、このうち長女のジョヴァンナ1世が王位を継承した。ジョヴァンナ1世はアヴィニョンの教皇クレメンス6世から王位の公的な承認を受けたが、これは教皇の名目的な臣下となったことを意味していた。
ジョヴァンナ1世の最初の夫として、共にアンジュー家の同族であるハンガリー国王カーロイ1世の息子アンドレア（アンドラーシュ）がナポリに迎えられていたが、アンドレアはより洗練された妻ジョヴァンナから激しい敵意を受けていた。アンドレアは自身の王位を望んでいたものの、カラブリア公の称号を受けただけだった。クレメンス6世は44000マルクが支払われた後の1345年6月14日に、王号をアンドレアに授けることを受け入れたが、それはジョヴァンナ1世死後の継承者としてのみであった。
ジョヴァンナ1世は従兄で同じく同族のターラント公ルイージと情事を結ぶと同時に、その母（フランス王フィリップ6世の異母妹でジョヴァンナの母方の伯母にあたる）カトリーヌ・ド・ヴァロワ＝クルトネーの強い影響下に置かれていた。教皇勅書が王国に届けられる前の9月16日に、カトリーヌと関係のある占い師と高級娼婦によって、アンドレアはアヴェルサにて狩りを行っている最中に暗殺された。王国最高判事ベルトラモ・デル・バルゾは暗殺者を見つけ出して罰したが、暗殺にはジョヴァンナが関与していたとの噂が広く囁かれるようになった。
1346年5月、アンドレアの兄のラヨシュ1世騎士王はクレメンス6世のもとに使節を送って、ジョヴァンナ1世の廃位を求めた。教皇から満足した回答を得られなかったことから、ラヨシュ1世は兵を召集してダルマチアのザラで乗船させた。しかしこの時、アドリア海沿岸の都市はヴェネツィアに対して反乱を起こしていたことから、ラヨシュ1世の艦隊は港で足止めされた。足止め状態からの解放の試みに失敗した末にラヨシュ1世は遠征を延期し、この間にザラはヴェネツィアの保護下に戻った。

## 戦争の経過
1346年9月、ラヨシュ1世は傭兵を主体とするハンガリー人とドイツ人からなる1000人の兵力をナポリに派遣した（後にラヨシュ1世は兵力をさらに増強している）。ラヨシュ1世自身がナポリに到着した時には、2000人のハンガリー騎士、2000人の傭兵の重騎兵、2000人のクマン人弓騎兵、及び6000人の傭兵の重歩兵からなる戦力を有していた。ラヨシュ1世は北イタリアで戦闘を避けることに成功しており、その軍勢は良い給料が支払われ、訓練も行き届いていた。ラヨシュ1世は略奪を慎み、全ての供給物資は現地で購入して金を支払った。イタリアの諸都市及び諸国家とは戦う意思のないことを吹聴しながら行軍することで、ラヨシュ1世は大部分のイタリア諸国家・都市から歓待を受けた。その間にジョヴァンナはターラント公ルイージと結婚し、またアンジュー家にとって長年の敵であったシチリア王国と和平を結んだ。ナポリ軍の兵力は、ルイージ率いる2700人の騎士と5000人の親衛隊であった。フォリーニョで教皇使節はラヨシュ1世に対し、暗殺者は既に罰せられ、ナポリは教皇庁の封土とされていることから自らの野心を放棄するように、と求めた。しかしラヨシュ1世は大人しくしようとはせず、年末前にはナポリの国境線を抵抗を受けずに越えた。
1348年1月11日のカプアの戦いで、ラヨシュ1世はルイージ率いる軍勢を撃破した。4日後にジョヴァンナ1世は自領であるプロヴァンスへ逃亡したが、夫のルイージはこれ以降も彼女を支え続けた。ラヨシュ1世がベネヴェントからナポリに行軍するや、ナポリの全貴族は新たな支配者に忠誠を誓った。ラヨシュ1世は弟アンドレアが暗殺されたアヴェルサを訪れている間に、復讐も兼ねて傭兵隊長マラテスタ・ウンガロらにドゥラッツォ公カルロ（アンジュー家の傍系でジョヴァンナの妹マリアの夫）を殺害させた。ナポリにおいてラヨシュ1世は一旦、自身の傭兵とその指揮官であるヴェルナー・フォン・ウルスリンゲンを解散させた。
同地でラヨシュ1世とその軍勢はペストに襲われたため、ラヨシュ1世はナポリを去ることに決めた。ハンガリーの圧政に対してすぐに反感を抱くようになったナポリの民衆は、ジョヴァンナ（アヴィニョンの教皇に自らの権利を売ることによって、ウルスリンゲンの兵力を雇うことも含む帰還のための費用を捻出した）の復位を求めた。ウルスリンゲンはナポリ付近に足を踏み入れ、同地を容易に占領はしたものの、プッリャにてハンガリー軍の指揮官ウルリヒ・フォン・ヴォルファルトの激しい抵抗に遭った。
ウルスリンゲンがハンガリーに寝返ると、ジョヴァンナ1世は教皇に救いを求めた。ジョヴァンナがウルスリンゲンとヴォルファルト兄弟に多額の金銭を支払った後に、教皇は彼女のもとに使節を派遣して休戦が結ばれた。ジョヴァンナ・ルイージ夫妻は、アヴィニョンで開かれたアンドレアの暗殺を巡る新たな裁判の結末を待つために、ナポリを去った。1352年1月のジョヴァンナの罪状を巡る判決は無罪であり、同年3月23日にハンガリーとの間で和平が結ばれた。

## その後
1380年にナポリ王国で内戦が勃発すると、ジョヴァンナ1世はアヴィニョンの教皇クレメンス7世の側に就き、これに対してローマの教皇ウルバヌス6世は傍系のカルロ3世（ドゥラッツォ公カルロの甥でその遺児（かつジョヴァンナの姪）マルゲリータの夫）にナポリ王位を授けた。ラヨシュ1世はカルロ3世の王位獲得のために多数の資金とハンガリー兵を送った。これにより、カルロ3世は1381年にナポリに入城することが出来た。1382年5月22日にサン・フェーレにおいて、4人のハンガリー人傭兵がジョヴァンナ1世を絞殺した。同年にはラヨシュ1世も死去し、カルロ3世はハンガリー王位をも争うことになった。